# Márcio Rodrigues
Márcio Rodrigues (vzdevek Magrão), brazilski nogometaš, * 20. december 1978, São Paulo, Brazilija.
Za brazilsko reprezentanco je odigral tri uradne tekme.